# Governo Real da União Nacional do Kampuchea
O GRUNK, uma abreviatura em francês para o Governo Real da União Nacional do Kampuchea (em francês:  Gouvernement royal d'union nationale du Kampuchéa, em quemer: រាជរដ្ឋាភិបាលរួបរួមជាតិកម្ពុជា) foi um governo no exílio no Camboja, com sede em Pequim, que existiu entre 1970 e 1976. Assumiu oficialmente o controle do Camboja por um breve período, entre 1975 e 1976.
O GRUNK foi formado em uma coalizão (o FUNK, acrônimo para "Frente Unida Nacional do Kampuchea") entre os partidários do chefe de Estado exilado, o príncipe Norodom Sihanouk e o Quemer Vermelho (uma denominação que o próprio tinha criado para os membros do Partido Comunista do Kampuchea). O GRUNK foi estabelecido com o apoio chinês, pouco depois que Sihanouk foi deposto no golpe de Estado de 1970; até então, os insurgentes do Quemer Vermelho vinham lutando contra o regime do Sangkum de Sihanouk.